# Rimyongsu SG
Rimyongsu Sports Group, kurz Rimyongsu SG (Chosŏn'gŭl: 리명수체육단; Hanja: 鯉明水體育團) ist ein nordkoreanischer Fußballverein aus Sariwŏn.

## Geschichte
2004 und 2013 wurde der Verein Meister, außerdem stellt Rimyongsu SG regelmäßig Nationalspieler. 2014 stand der Verein im Finale des AFC President’s Cup, verlor aber mit 1:2 gegen den turkmenischen Vertreter FC HTTU.

## Stadion
Heimstätte ist das im Oktober 1981 eröffnete Sariwŏn Jugend-Stadion.

## Erfolge
- Meister der DPR Korea Liga: (1)

2004, 2013

## Performance in AFC-Wettbewerben
- AFC President’s Cup: Finalist 2014

## Interkontinental
| Saison | Wettbewerb          | Runde            | Verein           | Endergebnis |
| ------ | ------------------- | ---------------- | ---------------- | ----------- |
| 2014   | AFC President’s Cup | Gruppenphase (B) | Ceres FC         | 2:2         |
| 2014   | AFC President’s Cup | Gruppenphase (B) | FC HTTU          | 1:1         |
| 2014   | AFC President’s Cup | Gruppenphase (B) | Tatung FC        | 5:0         |
| 2014   | AFC President’s Cup | K.-o.-Phase (B)  | Sheikh Russel KC | 4:0         |
| 2014   | AFC President’s Cup | K.-o.-Phase (B)  | Erchim FC        | 5:0         |
| 2014   | AFC President’s Cup | Finale           | FC HTTU          | 1:2         |

## Bekannte Spieler
- An Chol-hyok
- Jong Chol-min
- Jong Il-gwan
- Kim Kyong-il
- Pak Chol-min
- Pak Song-chol
- Yun Myong-song